# Yves Derwahl
Yves Derwahl (Eupen, 29 maart 1979) is een voormalig Belgisch politicus voor de PFF.

## Levensloop
Derwahl is licentiaat in de rechten aan de UCL en werd beroepshalve advocaat. Ook was hij van 2008 tot 2010 assistent grondwettelijk recht aan de Universiteit van Namen en werd hij in 2015 docent aan de Haute Ecole Libre Mosane.
Hij werd politiek actief voor de PFF. Van 2004 tot 2006 hij adviseur van gemeenschapssenator Berni Collas en van 2006 tot 2015 was hij lid van de Mediaraad van de Duitstalige Gemeenschap. Bij de verkiezingen van oktober 2018 werd hij voor de PFF verkozen tot provincieraadslid van Luik, waardoor hij sindsdien ook raadgevend lid van het Parlement van de Duitstalige Gemeenschap was. Om gezondheidsredenen liet hij zich van oktober 2019 tot april 2020 in de Luikse provincieraad en het Parlement van de Duitstalige Gemeenschap op tijdelijke basis vervangen door Daniel Müller. In juli 2022 nam hij ontslag uit zijn politieke mandaten en trok hij zich uit de politiek om meer tijd door te brengen met zijn gezin.
In mei 2019 kwamen mogelijke financiële onregelmatigheden in de uitoefening van zijn beroep als advocaat aan het licht en opende het parket een onderzoek naar Derwahl voor het verduisteren van meer dan 100.000 euro van een bedrag dat een verzekeringsmaatschappij aan zijn advocatenkantoor had betaald. In het kader van deze zaak sloot hij in november 2022 een overeenkomst met het openbaar ministerie. In ruil voor ontslag van rechtsvervolging moest Derwahl 200 uur werkstraf vervullen en een boete van 8.000 euro betalen. Daarnaast diende hij een schadevergoeding van 20.000 euro betalen aan de benadeelde partij en het verduisterde geld terug te betalen en verloor hij voor vijf jaar zijn burgerrechten.